# Боровой (Челябинская область)
Боровой — посёлок в Верхнеуфалейском городском округе Челябинской области России. Находится на берегах реки Генералка, примерно в 4 км к юго-востоку от районного центра, города Верхний Уфалей, на высоте 397 метров над уровнем моря.

## Население
| 2002 | 2010 |
| ---- | ---- |
| 217  | ↘154 |

По данным Всероссийской переписи, в 2010 году численность населения посёлка составляла 154 человек (80 мужчин и 74 женщины).

## Улицы
Уличная сеть посёлка состоит из 7 улиц.